# Ékes kuszkusz
Az ékes kuszkusz (Phalanger ornatus) az emlősök (Mammalia) osztályának a Diprotodontia rendjébe, ezen belül a kuszkuszfélék (Phalangeridae) családjába tartozó faj.
A magyar név forrással nincs megerősítve.

## Elterjedése
Endemikus faj Indonéziában, a Halmahera, a Bacan és a Morotai szigeteken honos. A tengerszint felett 1000 méteren fordul elő.

## Megjelenése
Testhossza 360–400 mm, a farokhossza 300–340 mm. Szőrzete vörösesbarna fehér foltokkal, a farka szürke, a hasa ezüstös fehér, a szügye és a torka narancssárga.